# Serge Jenner
Serge Jenner est un footballeur français, né le 24 janvier 1960 à Strasbourg, Alsace. Il évoluait au poste de défenseur central, principalement au RC Strasbourg.

## Biographie
Serge Jenner est un pur produit du centre de formation du RC Strasbourg, il débute en professionnel sous les couleurs strasbourgeoises. Il reste à Strasbourg sept ans, puis il décide de rejoindre le FC Mulhouse avant de retourner dans son premier club. Il termine finalement sa carrière à Haguenau.